# Saint-Cyran-du-Jambot
Saint-Cyran-du-Jambot is een gemeente in het Franse departement Indre (regio Centre-Val de Loire) en telt 225 inwoners (2005). De plaats maakt deel uit van het arrondissement Châteauroux.

## Geografie
De oppervlakte van Saint-Cyran-du-Jambot bedraagt 13,9 km², de bevolkingsdichtheid is 16,2 inwoners per km².
De onderstaande kaart toont de ligging van Saint-Cyran-du-Jambot met de belangrijkste infrastructuur en aangrenzende gemeenten.

## Demografie
Onderstaande figuur toont het verloop van het inwonertal (bron: INSEE-tellingen).